# Nanjo Bunyu
Nanjō Bunyū 南條文雄 (1er juillet 1849 - 9 novembre 1927) est un important spécialiste japonais du bouddhisme. 

## Biographie
Il est né au temple Seiunji, (誓運寺), de la secte Shinshu Otani (真宗大谷派) de la Higashi Hongan-ji (東本願寺), branche du Jodo Shinshu.
Nanjo étudie les textes classiques chinois et la doctrine bouddhiste dans sa jeunesse avant d'être envoyé en Europe en 1876 pour étudier le sanskrit et la philosophie indienne auprès de chercheurs européens, dont Max Müller avec qui Bunyu a étudié en Angleterre. C'est là qu'il rencontre le bouddhiste chinois Yang Wenhui, qu'il aide à acquérir des versions japonaises de textes bouddhistes perdus en Chine afin de les faire reproduire par l'imprimerie de Yang à Nanjing. Il retourne au Japon en 1884 et devient professeur d'université. Il enseigne le bouddhisme en dirige un certain nombre de séminaires jusqu'à sa mort.

## Publications importantes
- (Codirecteur avec F. Max Müller) Buddhist texts from Japan. Oxford : Clarendon press, 1881-84.
- A catalogue of the Chinese translation of the Buddhist Tripitaka, the Sacred Canon of the Buddhists in China and Japan, compiled by order of the Secretary of State for India. Oxford, Clarendon Press, 1883.
- A short history of the twelve Japanese Buddhist sects. Translated from the original Japanese by Bunyiu Nanjio. .Tokyo, Bukkyo-sho-ei-yaku-shupan-sha, Meiji 19th year [1886].
- (Coauteur) An unabridged Japanese-English dictionary, with copious illustrations, by Capt. F. Brinkley. Tokyo, Sanseido [1896].
- Notices d'autorité :   - VIAF
  - ISNI
  - BnF (données)
  - IdRef
  - LCCN
  - GND
  - Japon
  - CiNii
  - Pays-Bas
  - Pologne
  - Israël
  - Vatican
  - Grèce
  - WorldCat